# Nghi chế Rôma

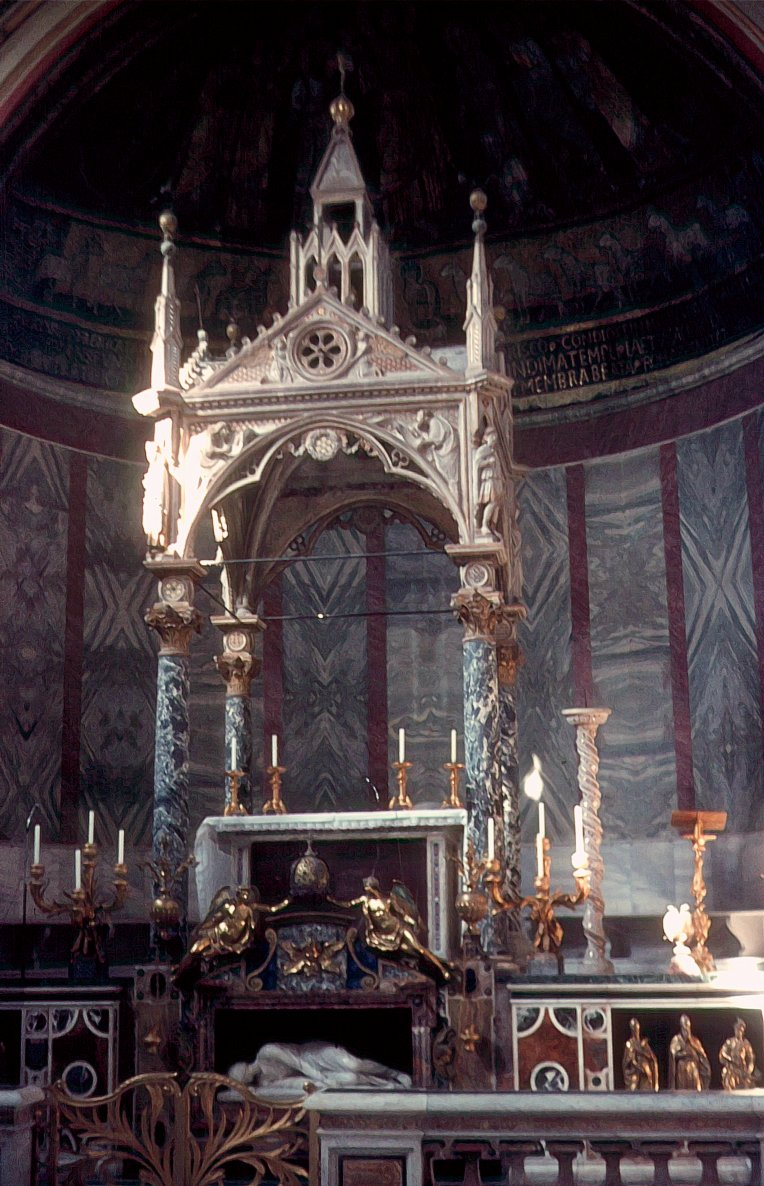
Bàn thờ tại nhà thờ Thánh Cecilia tại Trastevere, thành phố Roma, với cách bài trí được duy trì từ năm 1700

Nghi chế Rôma (tiếng Latinh: Ritus Romanus) là nghi chế được sử dụng phổ biến nhất trong phụng vụ của Giáo hội Latinh – giáo hội cá thể lớn nhất trong số các giáo hội hợp thành nên Giáo hội Công giáo. Nghi chế Rôma quy định các nghi lễ, chẳng hạn như Phụng vụ Thánh Thể và Phụng vụ các giờ kinh, cũng như cung cách cử hành các bí tích và ban phép lành.
Nghi chế Rôma, được thiết lập tại thành phố Roma và sử dụng tiếng Latinh, được sử dụng hầu như ở mọi nơi trong phạm vi Giáo hội Latinh; dù vậy vẫn có một số nghi chế Tây phương khác, như nghi chế Ambrôsiô, vẫn còn tồn tại cho đến ngày nay. Nghi chế này từng có rất nhiều biến thể trong thời kỳ Trung Cổ, tuy nhiên qua thời gian, các biến thể này dần dần trở nên giống nhau nhờ việc thi hành các hiến chế của Công đồng Trentô (1545–1563, xem hiến chế Quo primum) và sự xuất hiện của thuật in ấn. Sau khi Công đồng Vaticano II diễn ra, nhiều nghi chế Tây phương tồn tại vào đến thế kỷ 20 đã bị thay thế. Nghi chế Rôma là nghi chế được sử dụng phổ biến nhất không chỉ trong Giáo hội Công giáo nói riêng mà cả trong Kitô giáo nói chung.
Lịch sử phát triển của nghi thức phụng vụ Thánh Thể theo nghi chế Rôma có thể được chia ra làm ba giai đoạn: Thánh lễ trước Công đồng Triđentinô, Thánh lễ Triđentinô và Thánh lễ Paulus VI. Hiện nay, nghi thức phụng vụ thánh thể được cử hành cách thông thường là nghi thức do Giáo tông Paulus VI ban hành năm 1969 và được Giáo tông Ioannes Paulus II sửa đổi vào năm 2002; tuy vậy việc cử hành thánh lễ theo Sách Lễ Rôma năm 1962 do Giáo tông Ioannes XXIII ban hành vẫn được coi là hợp pháp thể theo các điều kiện được quy định trong tông thư Traditionis Custodes được ban hành năm 2021.

## Khác biệt so với các nghi chế Đông phương
Nghi chế Rôma nổi tiếng với cung cách chừng mực và điềm tĩnh. Tuy vậy, thánh lễ Tridentino của Nghi chế Rôma thì lại nổi tiếng với thể thức rất trang trọng: mọi hành động và cử chỉ của các thừa tác viên đều được Sách Lễ Tridentino quy định cách cặn kẽ, bao gồm cả việc hướng dẫn linh mục xỏ tay phải vào ống tay áo bên phải trước rồi mới xỏ tay trái vào ống tay áo bên trái của áo alba (Ritus servandus in celebratione Missae, I, 3). Theo Nghi chế Rôma, trong khi đọc công thức truyền phép bánh và rượu để trở thành Mình và Máu Chúa Kitô, vị chủ tế lần lượt nâng bánh thánh đã truyền phép và chén thánh lên cho giáo dân thấy. Nếu như vị chủ tế dâng thánh lễ khi quay mặt về phía hậu cung (ad apsidem, từng được thực hành cách phổ quát) hoặc khi quay mặt về phía Đông (ad orientem, từng rất thịnh hành khi hậu cung nằm ở gian phía Đông của nhà thờ), thì vị chủ tế sẽ nâng bánh đã truyền phép và chén thánh lên cao quá đầu mình để giáo dân thấy. Mỗi khi bánh đã truyền phép và chén thánh được nâng lên, người giúp lễ liền rung một hồi chuông và xông hương cho bánh thánh cùng chén thánh (nếu có sử dụng trầm hương trong thánh lễ) (Quy chế Tổng quát Sách lễ Rôma, 100). Đôi khi chuông ở ngoài gian nhà thờ cũng được rung lên trong thánh lễ. Một số điểm khác biệt giữa Nghi chế Rôma và nghi chế của các Giáo hội Công giáo Đông phương đó là trong Nghi chế Rôma, giáo dân còn thực hiện động tác bái gối để bày tỏ thái độ thờ phượng, động tác chắp tay và động tác nắm hai bàn tay lại với nhau sao cho hai ngón cái bắt chéo thành hình chữ thập trong khi cầu nguyện.

## Tính cổ xưa của Thánh lễ Rôma
Trong một cuốn sách về Thánh lễ Rôma, The Mass: A Study of the Roman Liturgy (1912), linh mục người Anh Adrian Fortescue viết rằng: "Về bản chất, Sách Lễ Pius V chính là Sách nghi lễ Gregorius; sách này được soạn dựa trên Sách nghi lễ Gelasius. Mà Sách lễ Gelasius thì lại được soạn theo nội dung của Sách nghi lễ Leo. Chúng tôi tìm được các lời nguyện của Lễ quy [Thánh lễ] của chúng ta trong thiên chuyên khảo De Sacramentis và những tác phẩm có trích dẫn thiên chuyên khảo này của thế kỷ 4. Như vậy, nghi thức thánh lễ mà ngày nay chúng ta đang dùng bắt nguồn từ một trong những nghi lễ phụng vụ cổ xưa nhất và không có sự khác biệt về mặt bản chất. Sách lễ Pius V vẫn gợi lại nghi lễ phụng vụ thuở sơ khai ấy, gợi lại cái thời mà Caesar cai trị khắp cùng thiên hạ và tưởng rằng ông ta có thể dập tắt được đạo Chúa Kitô, cùng nhắc nhớ về thời kỳ các tổ phụ của ta còn tụ họp lúc rạng sáng để ca khen Chúa Kitô như ca khen một vị Thần. Nghiên cứu của chúng tôi kết luận rằng: không có nghi chế nào khác trong đạo Chúa Kitô khả kính bằng nghi chế của chúng ta, bất kể những trục trặc chưa được giải gỡ và những lần sửa đổi trong nghi chế ấy." Trong một mục cước chú, vị linh mục viết: "Cái định kiến cho rằng bất cứ cái gì thuộc về Đông phương đều cổ kính là một định kiến sai lầm. Các nghi chế Đông phương, về sau, cũng đã được điều chỉnh; một số nghi chế trong số đó được điều chỉnh khá muộn. [Vậy nên,] không có nghi chế Đông phương nào hiện được sử dụng cổ kính cho bằng Thánh lễ Rôma."
Cũng trong quyển The Mass: A Study of the Roman Liturgy, linh mục Fortescue nhận định rằng Nghi chế Rôma đã biến đổi cách sâu sắc trong quá trình phát triển. Những hiểu biết của ông đã được ông tổng hợp lại trong bài "Liturgy of the Mass" (n.đ. 'Phụng vụ Thánh lễ'), cũng là một bài viết do ông soạn cho quyển Catholic Encyclopedia (xuất bản từng phần từ năm 1907 đến 1914). Trong bài viết này, ông chỉ ra rằng hình thái sơ khai nhất của Thánh lễ Rôma là Thánh lễ Đông phương (theo lời kể của thánh Iustinus Tử đạo vào thế kỷ 2), trong khi Sách nghi lễ Leo và Sách nghi lễ Gelasius (cả hai được soạn vào khoảng thế kỷ 6) "cho ta thấy một hình thái Thánh lễ mà hầu như tương tự với Thánh lễ Rôma hiện hành của chúng ta". Giữa hai mốc thời gian trên diễn ra một hiện tượng mà linh mục Fortescue gọi là "sự thay đổi triệt để". Ông từng trích dẫn một lý thuyết của Anton Baumstark, cho rằng các kinh Hanc igitur, Quam oblationem, Supra quæ và kinh Supplices, cũng như danh sách các thánh trong kinh Nobis quoque, đã được thêm vào Lễ quy Thánh lễ Rôma (nay gọi là Kinh nguyện thánh thể I) "dưới sự ảnh hưởng hỗn hợp của Antioch và Alexandria", và rằng "thánh Giáo tông Leo I là người khơi mào những thay đổi trên; giáo tông Gregorius I hoàn tất quá trình thay đổi và viết lại Lễ quy theo thể thức hiện tại."
Linh mục Fortescue kết luận rằng:
Để tóm lại đoạn văn trên, Kinh nguyện Thánh Thể đã được thay đổi cách căn bản và được viết lại vào một thời kỳ không xác định giữa thế kỷ 4 và thế kỷ 6 và thế kỷ 7 tại Roma. Trong thời kỳ này, phần lời nguyện tín hữu trước khi dâng lễ vật bị biến mất, nghi thức chúc bình an được dời sang sau nghi thức Thánh hiến lễ vật, lời cầu khẩn Chúa Thánh Thần (kinh Epiclesis) bị lược bỏ hoặc là bị nhập vào kinh "Supplices". Trong số nhiều lý thuyết được đề xuất để giải thích hiện tượng này, thì lý thuyết của Rauschen có vẻ hợp lý: "Mặc dù câu trả lời trên chưa được giải đáp, tuy vậy có quá nhiều ý kiến ủng hộ lý thuyết của Drew đến nỗi hiện giờ người ta không thể không chấp nhận tính đúng đắn của nó. Vì vậy, ta phải thừa nhận rằng từ năm 400 đến năm 500, Lễ quy Rôma đã trải qua một cuộc thay đổi lớn" (Euch. u. Busssakr., 86).

## Phụng vụ và truyền thống

### La Mã
Sách lễ Rôma (tiếng Latinh: Missale Romanum) là cuốn sách phụng vụ có chứa các văn bản và phiếu tự đánh giá cho việc cử hành Thánh lễ trong Nghi thức Rôma của Giáo hội Công giáo.
Trước khi cao Trung Cổ, nhiều cuốn sách đã được sử dụng trong Thánh Lễ: a Sách Lễ với những lời cầu nguyện, một hoặc nhiều sách cho các Thánh đọc, và một hoặc nhiều sách cho các điệp ca và chants khác. Dần dần, các bản thảo ra đời là phần kết hợp của hơn một trong những cuốn sách này, cuối cùng dẫn đến các phiên bản hoàn chỉnh trong chính chúng. Một cuốn sách như vậy được gọi là Hội nghị toàn thể (tiếng Anh: "Full Missal"). Để đáp lại những cải cách được kêu gọi trong Công đồng của Tổng thống, Giáo hoàng Pius V đã ban hành, trong Hiến pháp Tông đồ tối ưu ngày 14 tháng 7 năm 1570, một phiên bản của Sách lễ Rôma sẽ được sử dụng bắt buộc trên khắp Giáo hội Latinh, ngoại trừ nơi có một nghi thức phụng vụ truyền thống có thể được chứng minh là có từ ít nhất hai thế kỷ. Phiên bản của Thánh lễ trong phiên bản 1570 được gọi là Thánh lễ Tridentine. Nhiều sửa đổi tương đối nhỏ đã được thực hiện trong các thế kỷ sau đó, đỉnh cao là phiên bản năm 1962 do Giáo hoàng John XXIII ban hành. Giáo hoàng John XXIII đã khai mở Công đồng Vatican II cùng năm, mà các giám mục tham gia cuối cùng kêu gọi đổi mới và cải cách phụng vụ. Phiên bản 1969 của Sách lễ Rôma được Giáo hoàng Paul VI ban hành Ban hành để đáp ứng với các hội đồng thành phố, giới thiệu một số phiên bản chính, bao gồm đơn giản hóa các nghi chế và cho phép dịch sang địa phương tiếng địa phương ngôn ngữ. Phiên bản của Thánh lễ trong tên lửa này, được gọi thông thường là Thánh lễ của Phaolô VI, hiện đang được sử dụng trên toàn thế giới.

### Sắp xếp các nhà thờ
Nghi thức Rôma không còn có bục giảng, hay màn rood, một bức tường phân chia đặc trưng của một số nhà thờ thời trung cổ ở Bắc Âu, hoặc biểu tượng hoặc bức màn có ảnh hưởng lớn đến nghi thức của một số nghi thức khác. Trong các nhà thờ lớn thời Trung cổ và đầu Phục hưng, khu vực gần bàn thờ chính, dành riêng cho giáo sĩ, được tách ra khỏi gian giữa (khu vực dành cho giáo dân) bằng một màn hình rood kéo dài từ sàn nhà đến xà nhà hỗ trợ thánh giá vĩ đại (thánh thiện) của nhà thờ và đôi khi đứng đầu bởi một gác xép hoặc phòng trưng bày ca hát. Tuy nhiên, vào khoảng năm 1800, Nghi thức Rôma đã có những màn rood khá bị bỏ rơi, mặc dù một số ví dụ tốt vẫn tồn tại.

### Tụng
Thánh ca Gregorian là thánh ca truyền thống của Nghi thức Rôma. Hoàn toàn đơn âm, nó không có sự hòa hợp dày đặc của việc tụng kinh ngày nay trong các nhà thờ Nga và Gruzia. Ngoại trừ trong các tác phẩm như dần dần và alleluias, nó không có melismata dài như của Kitô giáo Coplic. Tuy nhiên, âm nhạc của Nghi thức Rôma trở nên rất công phu và dài dòng khi Tây Âu chấp nhận đa âm. Trong khi dàn hợp xướng hát một phần của hàng loạt các linh mục nói rằng phần lặng lẽ với chính mình và tiếp tục với các bộ phận khác, hoặc ông được đạo diễn bởi các chữ đỏ ngồi và chờ kết thúc tiếng hát của ca đoàn. Do đó, nó trở nên bình thường trong Thánh lễ Tridentine để linh mục nói Thánh lễ, không hát nó, trái ngược với việc thực hành trong tất cả các nghi thức phương Đông. Chỉ trong những dịp đặc biệt và trong Thánh lễ chính trong các tu viện và thánh đường là Thánh lễ được hát.

## Nghi thức Rôma của Thánh Lễ
Các Giáo hội Công giáo thấy Thánh lễ hay Thánh Thể là "nguồn mạch và tột đỉnh của đời sống Kitô hữu", mà người kia bí tích được định hướng.  nhớ trong Thánh lễ là cuộc đời của Chúa Giêsu, Bữa ăn tối cuối cùng và cái chết hy sinh trên thập giá tại Calvary. Người chủ tế được phong chức (linh mục hoặc giám mục) được hiểu là hành động theo nhân cách Christi, khi anh nhớ lại những lời nói và cử chỉ của Chúa Giêsu Kitô trong Bữa Tiệc Ly và dẫn đầu hội chúng (luôn luôn là "chúng tôi", không bao giờ "tôi") ca ngợi Thiên Chúa. Thánh lễ gồm có hai phần, Phụng vụ Lời Chúa và Phụng vụ Thánh Thể.
Thuật ngữ "Thánh lễ" thường chỉ được sử dụng trong Nghi thức Rôma, trong khi các Giáo hội Công giáo Đông phương Byzantine sử dụng thuật ngữ " Phụng vụ thiêng liêng " để cử hành Bí tích Thánh Thể, và các Giáo hội Công giáo Đông phương khác có các thuật ngữ như Holy Qurbana. Mặc dù tương tự ở bên ngoài xuất hiện với hàng loạt Anglican hoặc Lutheran Thánh Lễ,  này phân biệt Giáo hội Công giáo giữa Thánh lễ riêng của mình và họ trên cơ sở những gì nó xem như tính hợp lệ của đơn đặt hàng của giới tăng lữ của họ, và kết quả là, không bình thường cho phép sự liên lạc giữa các thành viên của các Giáo hội.  Trong một bức thư năm 1993 gửi cho Giám mục Julian Hanselmann của Giáo hội Tin Lành Lutheran ở Bavaria, Đức Hồng y Ratzinger (sau này là Giáo hoàng Benedict XVI) đã khẳng định rằng "một thần học hướng đến khái niệm kế vị [của các giám mục], chẳng hạn như trong Giáo hội Công giáo và Giáo hội Chính thống, không cần phải có bằng mọi cách phủ nhận sự hiện diện ban ơn cứu độ của Chúa [Heilschaffende Gegenwart des Herrn] trong một bữa tiệc của Chúa Lutheran [evangelische]. "  Nghị định về chủ nghĩa đại kết, do Vatican II sản xuất vào năm 1964, các ghi chép rằng Giáo hội Công giáo ghi nhận sự hiểu biết của mình rằng khi các nhóm tín ngưỡng khác (như Luther, Anh giáo và Trưởng lão) "tưởng niệm cái chết và sự phục sinh của Ngài trong Bữa tiệc của Chúa, họ tuyên bố rằng nó biểu thị sự sống trong sự hiệp thông với Chúa Kitô và mong chờ để Ngài đến trong vinh quang. "
Trong cấu trúc cố định được nêu dưới đây, cụ thể theo Hình thức Nghi thức Rôma thông thường, các bài đọc Kinh thánh, các bài thánh ca được hát hoặc đọc trong lễ rước vào hoặc khi rước lễ, và một số lời cầu nguyện khác thay đổi mỗi ngày theo lịch phụng vụ. Đối với nhiều biến thể và tùy chọn không được đề cập ở đây, hãy xem Thứ tự hoàn chỉnh của Thánh lễ.

### Nghi thức giới thiệu
Các linh mục bước vào, với một phó tế nếu có một, và các máy chủ bàn thờ (người có thể đóng vai trò là người đóng đinh, người cầm nến và thurifer). Linh mục làm dấu thánh giá với mọi người và chính thức chào đón họ. Trong số các lựa chọn được đưa ra cho Nghi thức Giới thiệu, được các phụng vụ ưa thích sẽ cầu nguyện cho bài thánh ca mở đầu với Vinh quang cho Thiên Chúa sau đó.  Yêu tinh Kyrie ở đây từ thời kỳ đầu là một sự tung hô của lòng thương xót của Chúa.  Đạo luật Sám hối được ban hành bởi Hội đồng Trent cũng vẫn được cho phép ở đây, với sự thận trọng rằng nó không nên tự biến hội chúng trong các nghi thức này nhằm mục đích hợp nhất những người được tập hợp thành một hội chúng đáng khen ngợi. Nghi thức giới thiệu được kết thúc bằng Lời cầu nguyện thu thập.

### Phụng vụ Lời Chúa
Vào Chủ nhật và lễ trọng, ba bài đọc Kinh thánh được đưa ra. Vào những ngày khác chỉ có hai. Nếu có ba bài đọc, thì lần đầu tiên là từ Cựu Ước (một thuật ngữ rộng hơn " Kinh thánh Do Thái ", vì nó bao gồm các sách Phục truyền luật lệ ký), hoặc Công vụ Tông đồ trong Lễ Phục sinh. Bài đọc đầu tiên được theo sau bởi một thánh vịnh, đọc hay hát một cách đáp ứng. Bài đọc thứ hai là từ Tân Ước, điển hình là từ một trong các thư tín của Phaolô. Một lời tung hô Tin Mừng sau đó được hát khi Sách Tin Mừng được xử lý, đôi khi bằng nhang và nến, đến ambo. Bài đọc cuối cùng và điểm cao của Phụng vụ Lời Chúa là việc loan báo Tin Mừng của phó tế hoặc linh mục. Vào tất cả các ngày Chúa nhật và ngày lễ nghĩa vụ, và tốt nhất là trong tất cả các Thánh lễ, một bài giảng, bài giảng rút ra một số khía cạnh của bài đọc hoặc chính phụng vụ, sau đó được đưa ra.  Cuối cùng, Tín điều được tuyên xưng vào Chủ nhật và lễ trọng,  và điều mong muốn là Cầu nguyện phổ quát hoặc Cầu nguyện của tín hữu thường phải tuân theo.  Việc chỉ định "của tín hữu" xuất phát từ khi giáo lý đã không còn cho lời cầu nguyện này hoặc cho những gì tiếp theo.

### Phụng vụ Thánh Thể
Các Cao dẫn chương trình bắt đầu vào thế kỷ 14 cho mọi người thấy các máy chủ thánh hiến.
Phụng vụ Thánh Thể bắt đầu bằng việc chuẩn bị bàn thờ và quà tặng,  trong khi bộ sưu tập có thể được thực hiện. Điều này kết luận với vị linh mục nói: "Hãy cầu nguyện, thưa anh em, rằng sự hy sinh của tôi và của bạn có thể được Chúa chấp nhận, người Cha toàn năng". Hội chúng đứng lên và trả lời: "Xin Chúa chấp nhận sự hy sinh dưới tay bạn, vì sự ngợi khen và vinh quang của danh Ngài, vì lợi ích của chúng ta và lợi ích của tất cả Giáo hội thánh của Ngài." Sau đó, linh mục tuyên bố lời cầu nguyện thay đổi qua các món quà.
Sau đó, trong cuộc đối thoại với các tín hữu, vị linh mục mang đến tâm trí ý nghĩa của "bí tích Thánh Thể", để tạ ơn Thiên Chúa. Một lời cầu nguyện thay đổi của sự tạ ơn theo sau, kết thúc với sự tung hô của Sanctus. Các Anaphora, hay đúng hơn "Kinh Nguyện Thánh Thể", theo dõi, các lâu đời nhất của anaphoras của Nghi Lễ Rôma, cố định kể từ khi Hội đồng Trent, được gọi là Canon La Mã, với các yếu tố trung tâm hẹn hò từ thế kỷ thứ tư. Với sự đổi mới phụng vụ sau Công đồng Vatican II, nhiều lời cầu nguyện Thánh Thể khác đã được sáng tác, trong đó có bốn cho Thánh lễ thiếu nhi. Trung tâm của Bí tích Thánh Thể là Tường thuật Thể chế, nhắc lại những lời nói và hành động của Chúa Giêsu tại của mình bữa ăn tối cuối cùng, mà ông đã nói với các môn đệ của mình để tưởng nhớ đến ông. Sau đó, hội chúng hoan nghênh niềm tin vào cuộc chinh phục của Chúa Kitô đối với cái chết và hy vọng của họ về sự sống đời đời.  Vì nhà thờ đầu tiên, một phần thiết yếu của kinh nguyện Thánh Thể là biểu tượng, nên việc kêu gọi Chúa Thánh Thần để thánh hóa việc dâng của chúng ta.  Linh mục kết thúc với một lời chúc tụng ngợi khen công việc của Thiên Chúa, mà tại đó người cung cấp cho họ Amen để Kinh Nguyện Thánh Thể toàn.

### Nghi thức rước lễ
Một linh mục điều hành Hiệp thông trong Thánh lễ trên một cánh đồng Hà Lan ở tiền tuyến, tháng 10 năm 1944
Tất cả cùng đọc thuộc lòng hoặc hát " Lời cầu nguyện của Chúa " ("Người nuôi dưỡng Pater" hoặc "Cha của chúng ta"). Vị linh mục giới thiệu nó với một cụm từ ngắn và theo sau nó với một lời cầu nguyện gọi là tắc mạch, sau đó mọi người đáp lại bằng một lời tự do khác. Các dấu hiệu của hòa bình được trao đổi và sau đó là " Chiên Thiên Chúa " ("Agnus Dei" trong tiếng Latin) kinh cầu nguyện được hát hay đọc, trong khi phá vỡ linh mục chủ nhà và nơi một mảnh trong chén thánh chính; điều này được gọi là nghi thức của phân số và đi lại.
Out of Mass (1893), sơn dầu trên vải của Joan Ferrer Miró
Sau đó, vị linh mục hiển thị các yếu tố tận hiến cho hội chúng, nói: "Kìa Con Chiên của Thiên Chúa, coi anh ta là người đã lấy đi tội lỗi của thế giới. Phước cho những người được gọi là bữa tối của Chiên Con", Tôi không xứng đáng rằng bạn nên vào dưới mái nhà của tôi, nhưng chỉ nói lời đó và linh hồn tôi sẽ được chữa lành. " Sau đó, hiệp thông được đưa ra, thường là với các mục sư giáo dân giúp đỡ với rượu thánh hiến.  Theo học thuyết Giáo hội Công giáo nhận được rước Mình Thánh Chúa trong tình trạng tội trọng là một phạm thánh  và chỉ những người đang ở trong một tình trạng ân sủng, nghĩa là không có tội trọng, có thể nhận được nó. Ca hát của tất cả các tín hữu trong lễ rước lễ được khuyến khích "bày tỏ tinh thần của người giao tiếp"  từ bánh mì làm cho họ trở thành một. Một thời gian im lặng để suy tư theo sau, và sau đó là lời cầu nguyện kết thúc của Thánh lễ.

### Kết thúc nghi thức
Linh mục truyền đạt một phước lành cho những người có mặt. Phó tế hoặc, trong sự vắng mặt của mình, linh mục sau đó gạt bỏ mọi người, chọn một trong bốn công thức mà mọi người được "gửi đi" để truyền bá tin mừng. Hội chúng trả lời: "Cảm ơn Chúa." Một bài thánh ca chuyên nghiệp được hát bởi tất cả, khi các mục sư xử lý đến phía sau của nhà thờ.